# Mohammed Schattah

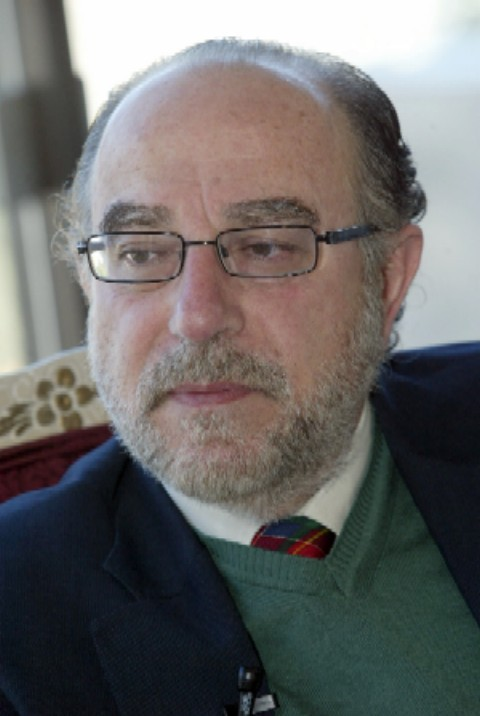
Mohammed Schattah

Mohammed Baha' Schattah (arabisch محمد بهاء شطح, DMG Muḥammad Bahāʾ Šaṭṭaḥ; * 1951 in Tripoli, Libanon; † 27. Dezember 2013 in Beirut) war ein libanesischer Ökonom, Diplomat und Politiker sunnitischer Religionszugehörigkeit.

## Leben
Schattah studierte an der Amerikanischen Universität Beirut und der University of Texas und war promovierter Ökonom. Er arbeitete für den Internationalen Währungsfonds, zuletzt von 2001 bis 2005, und war Vizepräsident der Banque du Liban, der libanesischen Zentralbank. Von 1997 bis 2000 vertrat er seine Heimat als Botschafter in den USA. Schattah gehörte ab Juli 2008 als Finanzminister dem Kabinett von Fuad Siniora an, zwischen 2005 und 2011 beriet er Siniora und dessen Nachfolger als Ministerpräsident, Saad Hariri, in ökonomischen Fragen.
Schattah gehörte der Zukunftsbewegung an. Er wurde auf dem Weg zu einem Treffen der dem syrischen Machthaber Baschar al-Assad feindlich gesinnten Parteien-Allianz des 14. März durch einen Autobombenanschlag am 27. Dezember 2013 in Beirut getötet.